# De Groeve (Tynaarlo)
De Groeve is een plaats in de gemeente Tynaarlo in de Nederlandse provincie Drenthe. De Groeve heeft 465 inwoners (1 januari 2023).
Het dorp is gelegen aan de plek waar de Hunze uitmondt in het Zuidlaardermeer. Groeve is afgeleid van "graven", een gegraven watergang. De naam is een verwijzing naar het Havenkanaal dat net buiten het dorp uitmondt in de (gekanaliseerde) rivier. Dit kanaal is de vaarverbinding van het meer met het dorp Zuidlaren.
Het dorp ligt ongeveer 1 km van de grens (de Semslinie) met de provincie Groningen. De bebouwing langs de weg naar Hoogezand loopt min of meer door. De bebouwing in Groningen heeft de naam Wolfsbarge.
Bij het Zuidlaardermeer staat de poldermolen De Boezemvriend, de enige grote poldermolen in de provincie Drenthe.

## Melkfabriek
In 1893 werd bij De Groeve de coöperatieve stoomzuivelfabriek Zuidlaren gesticht naar ontwerp van Marinus Viets. Aan zuidwestzijde werd een directeurswoning gebouwd (Hunzeweg 14). De gebouwen bleken al snel te klein, waarna in 1924 een nieuwe en grotere fabriek (Hunzeweg 18-20) werd ontworpen door Pieter Mekkes in expressionistische stijl. In het gebouw werden naast kantoren en productieruimten onder andere een watertoren en een laboratorium gevestigd. In 1967 werd de fabriek overgenomen door Acmesa uit Assen, die de fabriek in 1968 sloot. Later werd de fabriek gebruikt door een garagebedrijf, waarna deze leeg kwam te staan. Het gebouw is aangewezen als industrieel erfgoed. De voormalige fabriek is tegenwoordig omgebouwd tot woonfunctie. In het complex zijn meerdere woningen gecreëerd. 

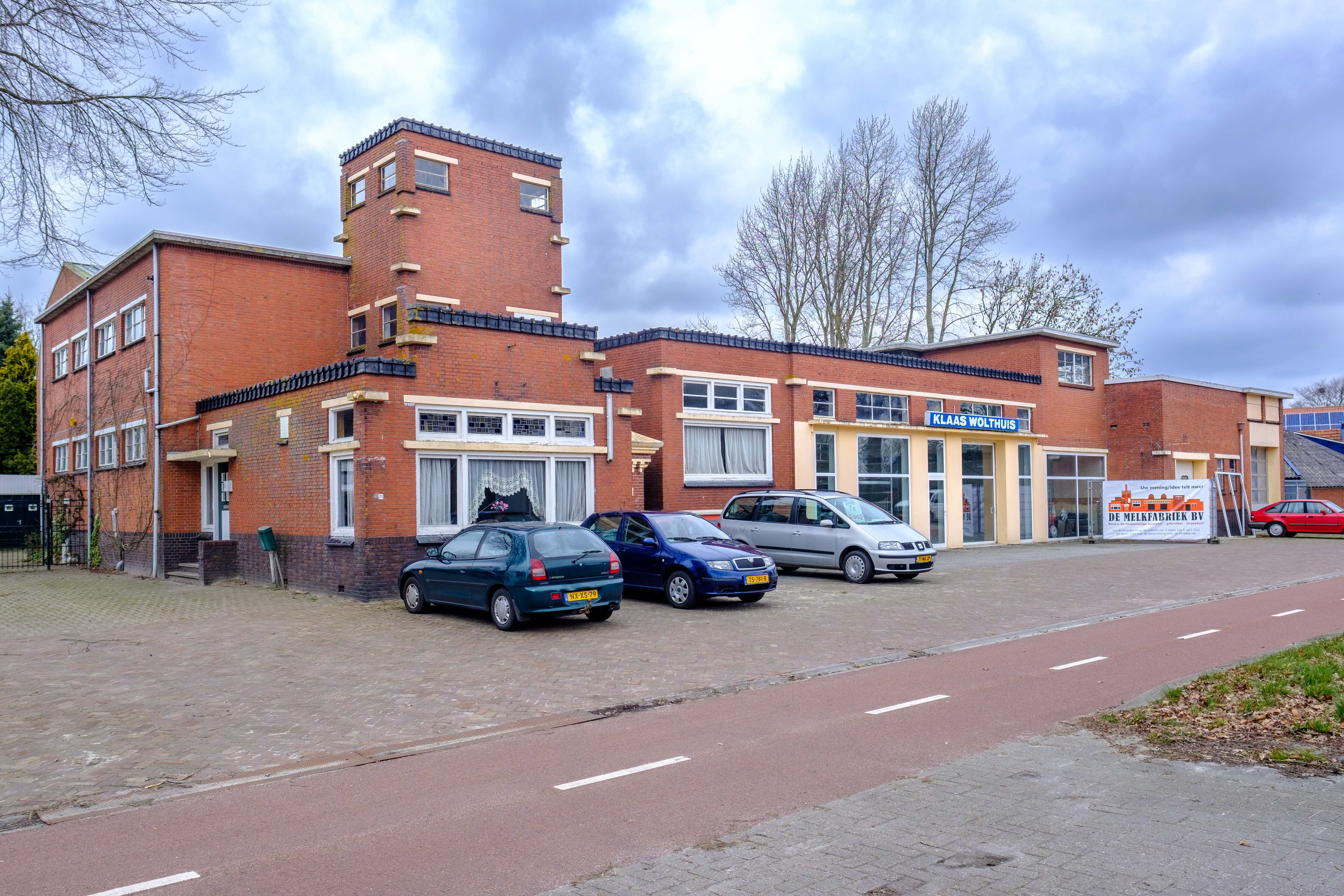
De voormalige melkfabriek

## Post Hotel
Achter De Groeve, nabij het Zuidlaardermeer staat een oud gebouwtje van de vroegere Bijzondere Radio Dienst, bijgenaamd 'Post Hotel'. Dit gebouw was in gebruik tussen 1950 en 1980 om radioboodschappen uit het Warschaupact te onderscheppen om mogelijke troepenbewegingen te achterhalen. Het gebouw heeft een verdieping. In 2011 is het door particulieren omgevormd tot jongerencentrum 'De Keet'.

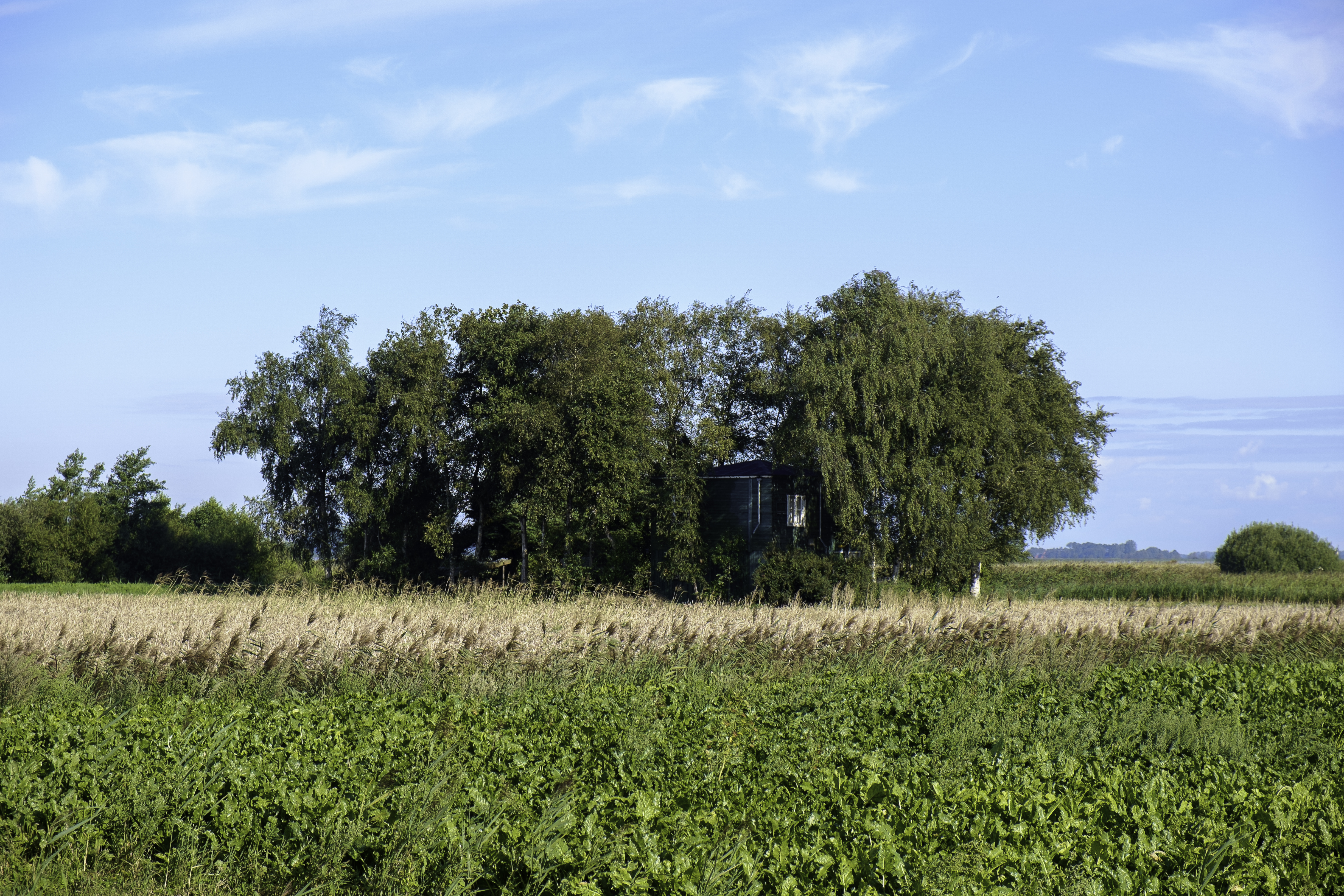
Post Hotel met omringende bosschage
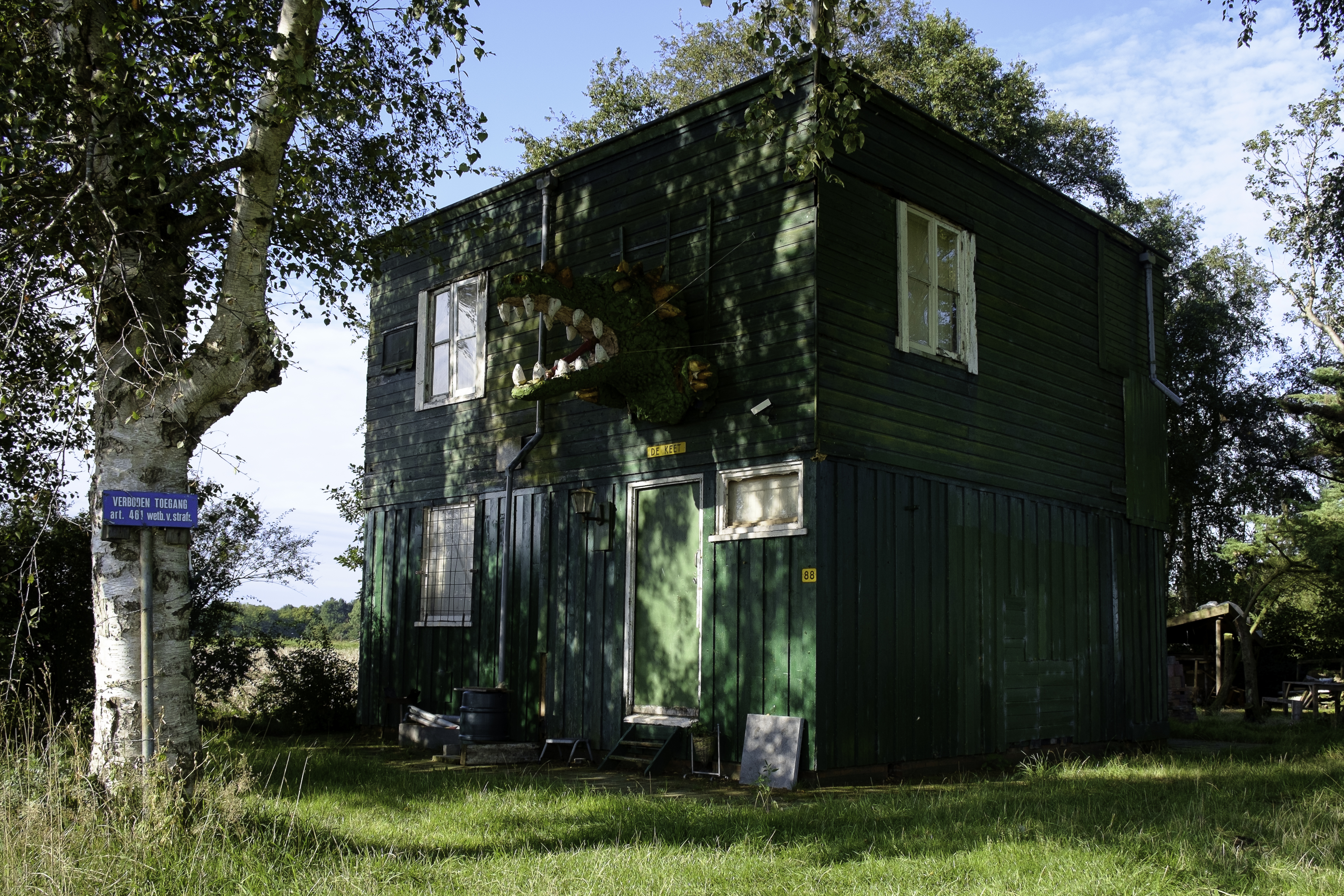
Voorzijde
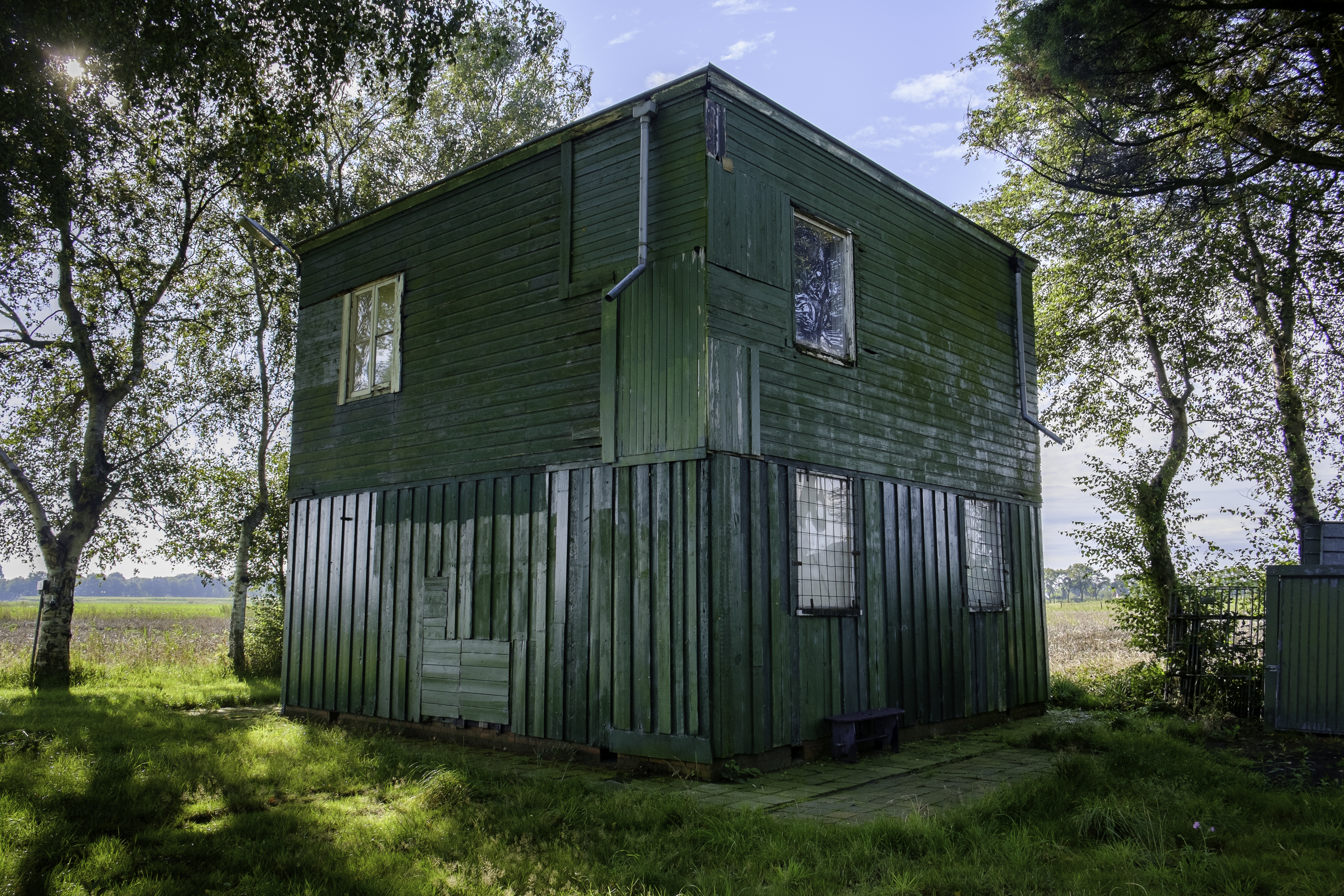
Achterzijde